# Alvínina lípa
Alvínina lípa je památný strom lípa malolistá (Tilia cordata), která roste v nadmořské výšce 615 m nedaleko trojbokého kostela Nejsvětější Trojice v Andělské Hoře v okrese Karlovy Vary v Karlovarském kraji. Je pozůstatkem mnohem většího stromu, který se v minulosti rozlomil a dnes je vidět zřetelná trhlina na kmeni. Jižní část kmene chybí zcela a zůstaly pahýly 2 kosterních větví. Kmen se ale zčásti zavalil a pahýly kosterních větví obrostly novou nepravidelnou sekundární korunou. Dvojkmen o obvodu 527 + 263 cm s rozestupem přibližně 0,7 m od sebe má společnou rozvolněnou korunu. Sekundární terminály koruny často zmlazují. Ve stínu stromu se nachází křížek a nově upravená studánka. Košatá koruna sahá do výšky 15,5 m (měření 2010). Chráněna je od roku 2009 jako strom s pověstí, významný stářím a vzrůstem.

## Stromy v okolí
- Andělské lípy
- Lípa u křížku
- Žalmanovská lípa